# Орта (Вила-Нова-ди-Фош-Коа)
О́рта (порт. Horta) — населённый пункт и район в Португалии, входит в округ Гуарда. Является составной частью муниципалитета Вила-Нова-ди-Фош-Коа. По старому административному делению входил в провинцию Траз-уж-Монтиш и Алту-Дору. Входит в экономико-статистический субрегион Доуру, который входит в Северный регион. Население составляет 266 человек на 2001 год. Занимает площадь 11,89 км².